# Sepsis asiana
Sepsis asiana är en tvåvingeart som beskrevs av Ozerov 1986. Sepsis asiana ingår i släktet Sepsis och familjen svängflugor. Inga underarter finns listade i Catalogue of Life.